# Миски-Оглу Володимир Миколайович
Володимир Миколайович Миски́-Оглу́ (нар. 18 жовтня 1948, Жданов) — український художник; член творчого об'єднання «Маріуполь–87».

## Біографія
Народився 18 жовтня 1948 року в місті Жданові (нині Маріуполь, Україна). У 1970-ті роки навчався у художній студії Будинку культури заводу «Азовсталь» під керівництвом Якова Никодимова.

## Творчість
Працює в галузі станкового живопису і графіки. Створював пейзажі, натюрморти, портрети в реалістичному стилі. Серед робіт:
живопис
- «Теплі трави» (1976);
- «Спогади про Рембрандта» (1990-ті);
- «Художник» (1991);
- «Тиша вечора. Квіти у корзинці» (1993);
- «Автопортрет» (1994);
- «Дівчинка з собачкою» (1995);
- «Мій друг звіробій» (2000-ні);
- «Весняна майстерня художника» (2000-ні);
- «Танець із невідомим» (2018).

Брав участь у всеукраїнських виставках з 1976 року, зарубіжних — з 1991 року. Персональні виставки відбулися у Маріуполі у 1991, 2003, 2009, 2018 роках.
Деякі роботи художника зберігаються в Маріупольському краєзнавчому музеї, в приватних колекціях України, Франції, Австрії.